# Ženski Fudbal Klub Ekonomist Nikšić
Lo Ženski Fudbalski Klub Ekonomist Nikšić (in cirillico: Женски фудбалски клуб Економист), comunemente abbreviato in ŽFK Ekonomist, è una squadra di calcio femminile con sede a Nikšić, in Montenegro. Fondata nel 2007, milita nella 1. ŽFL, il massimo campionato di calcio femminile montenegrino, e ne è stata la prima squadra campione.
Nel 2012, lo ŽFK Ekonomist è diventato il primo club femminile montenegrino a partecipare alla UEFA Women's Champions League. Prima della creazione del campionato nazionale, la squadra ha vinto una volta il Trofeo FSCG. Il club ha inoltre ricevuto il sostegno dello sponsor Meridianbet.

## Palmarès
- Campionato montenegrino: 5

2010-2011 (come Trofeo FSCG), 2011-2012, 2012-2013, 2013-2014, 2014-2015

## Classifiche per stagione
| Stagione | Competizione | Posizione |
| -------- | ------------ | --------- |
| 2008-09  | Trofeo FSCG  | 2º posto  |
| 2009-10  | Trofeo FSCG  | 2º posto  |
| 2010-11  | Trofeo FSCG  | Campione  |
| 2011-12  | 1. ŽFL       | Campione  |
| 2012-13  | 1. ŽFL       | Campione  |
| 2013-14  | 1. ŽFL       | Campione  |
| 2014-15  | 1. ŽFL       | Campione  |
| 2015-16  | 1. ŽFL       | 2º posto  |
| 2016-17  | 1. ŽFL       | 2º posto  |
| 2017-18  | 1. ŽFL       | 2º posto  |
| 2018-19  | 1. ŽFL       | 3º posto  |
| 2019-20  | 1. ŽFL       | 3º posto  |
| 2020-21  | 1. ŽFL       | 3º posto  |
| 2021-22  | 1. ŽFL       | 3º posto  |
| 2022-23  | 1. ŽFL       | 3º posto  |
| 2023-24  | 1. ŽFL       | 3º posto  |

## Risultati nelle competizioni UEFA
| Stagione | Competizione     | Fase                     | Avversario        | Risultato | Risultato | Risultato |
| Stagione | Competizione     | Fase                     | Avversario        | andata    | ritorno   | aggregato |
| -------- | ---------------- | ------------------------ | ----------------- | --------- | --------- | --------- |
| 2012-13  | Champions League | gironi di qualificazione | Bobruichanka      | 1-5       | 1-5       | 1-5       |
| 2012-13  | Champions League |                          | Unia Racibórz     | 1-7       | 1-7       | 1-7       |
| 2012-13  | Champions League |                          | Slovan Bratislava | 0-8       | 0-8       | 0-8       |
| 2013-14  | Champions League | gironi di qualificazione | KÍ Klaksvík       | 1-1       | 1-1       | 1-1       |
| 2013-14  | Champions League |                          | Zurigo            | 1–4       | 1–4       | 1–4       |
| 2013-14  | Champions League |                          | Atlético Ouriense | 1–1       | 1–1       | 1–1       |
| 2014-15  | Champions League | gironi di qualificazione | Pomurje           | 0-4       | 0-4       | 0-4       |
| 2014-15  | Champions League |                          | MTK               | 0-1       | 0-1       | 0-1       |
| 2014-15  | Champions League |                          | Pärnu             | 1-2       | 1-2       | 1-2       |
| 2015-16  | Champions League | gironi di qualificazione | Pomurje           | 0-4       | 0-4       | 0-4       |
| 2015-16  | Champions League |                          | Olimpia Cluj      | 1-6       | 1-6       | 1-6       |
| 2015-16  | Champions League |                          | Pärnu             | 1-2       | 1-2       | 1-2       |

## Rosa
| N. |                       | Ruolo | Calciatrice             |
| -- | --------------------- | ----- | ----------------------- |
| 1  | Montenegro (bandiera) | P     | Marija Žižić            |
| 2  | Montenegro (bandiera) | D     | Marija Goranović        |
| 3  | Montenegro (bandiera) | D     | Ivana Ivaštanin         |
| 4  | Montenegro (bandiera) | D     | Nina Vujičić            |
| 5  | Montenegro (bandiera) | D     | Maja Micunović          |
| 6  | Montenegro (bandiera) | C     | Nikolina Micunović      |
| 7  | Montenegro (bandiera) | A     | Ivana Krivokapić (cap.) |
| 8  | Montenegro (bandiera) | C     | Sanja Nedić             |
| 9  | Montenegro (bandiera) | D     | Irena Bjelica           |

| N. |                       | Ruolo | Calciatrice       |
| -- | --------------------- | ----- | ----------------- |
| 10 | Montenegro (bandiera) | C     | Milica Vulić      |
| 11 | Montenegro (bandiera) | A     | Tamara Bojat      |
| 12 | Montenegro (bandiera) | P     | Iva Milačić       |
| 14 | Montenegro (bandiera) | A     | Helena Božić      |
| 15 | Montenegro (bandiera) | D     | Dijana Miljanić   |
| 16 | Montenegro (bandiera) | D     | Andreja Vidić     |
| 17 | Montenegro (bandiera) | D     | Jovana Mrkić      |
| 18 | Montenegro (bandiera) | C     | Jelena Sturanović |
| 22 | Montenegro (bandiera) | C     | Darija Djukić     |

## Giocatrici di spicco
Ex nazionali:
| - Slađana Bulatović - Jasna Đoković - Darija Đukić - Tatjana Đurković | - Armisa Kuč - Jelena Sturanović - Ivona Turčinović - Andreja Vidić |